# Complexidade constante

## Definição
Representada por O(1). Complexidade  algorítmica cujo tempo de execução independe do número de elementos na entrada.